# Emil Płoszajski
Emil Płoszajski (ur. 1978 w Warszawie) – scenarzysta, autor muzycznych spektakli familijnych i słuchowisk radiowych. Laureat nagrody Financing Forum for Kids Content przyznanej na Warsaw Kids Film Forum, branżowej sekcji 4. Festiwalu Filmowego Kino Dzieci (2017).
Mąż aktorki i reżyserki Agnieszki Płoszajskiej.

## Twórczość
Teatralna
- Gra warta piernika, czyli Maurycy i kolędnicy Kujawsko-Pomorski Impresaryjny Teatr Muzyczny (2014-12-06, reż. Agnieszka Płoszajska)[2]
- Jacek i Placek na tropie księżyca Kujawsko-Pomorski Impresaryjny Teatr Muzyczny (2017-04-01, reż. Agnieszka Płoszajska)[3]
- Pan Kleks. Powrót Kujawsko-Pomorski Impresaryjny Teatr Muzyczny (2018-11-17, reż. Agnieszka Płoszajska)[4]
- Marysia ma Rysia Gdyńskie Centrum Kultury (2019-04-27, reż. Agnieszka Płoszajska)[5]
- Akademia pana Kleksa (adaptacja, na podstawie książki Jana Brzechwy) Miejski Teatr Miniatura w Gdańsku (2020-03-10, reż. Agnieszka Płoszajska)[6]
- Niesamowite przygody 10 skarpetek (adaptacja, na podstawie książki Justyny Bednarek) Kujawsko-Pomorski Impresaryjny Teatr Muzyczny (2020-07-04, reż. Agnieszka Płoszajska)[7]
- Zbrodnia i karaoke Kujawsko-Pomorski Impresaryjny Teatr Muzyczny (2020-08-14, reż. Agnieszka Płoszajska)[8]
- Karnawał zwierząt Opera Nova (2022-11-19, reż. Agnieszka Płoszajska)[9]
- Bajka o księciu Pipo, koniu Pipo i księżniczce Popi (adaptacja, na podstawie książki Pierra Gripariego) Miejski Teatr Miniatura w Gdańsku (2023-05-26, reż. Agnieszka Płoszajska)[10]
- Tylko grzecznie Teatr Muzyczny im. Danuty Baduszkowej w Gdyni (2024-04-13, reż. Agnieszka Płoszajska)[11]
- Rysiek ma Rysia Gdyńskie Centrum Kultury (07-12-2024, reż. Agnieszka Płoszajska)[12]

Radiowa
- Tramwaj zwany Eugeniuszem [odcinki 1-40] Polskie Radio Dzieciom (2016)
- Marysia ma Rysia [odcinki 1-6] Audioteka (2023)[13]

Filmowa
Na rozwój scenariusza na podstawie spektaklu Gra warta piernika, czyli Maurycy i kolędnicy otrzymał stypendium scenariuszowe PISF (2017), a w ramach priorytetu Produkcja oraz rozwój projektów filmów dla młodego widza lub widowni familijnej PISF przyznał też twórcom dofinansowanie na development (2018).